# Dilton Marsh (stacja kolejowa)
Dilton Marsh – stacja kolejowa we wsi Dilton Marsh w hrabstwie Wiltshire na linii kolejowej Wessex Main Line. Na stacji nie zatrzymują się pociągi pośpieszne.

## Ruch pasażerski
Ze stacji korzysta ok. 10 063 pasażerów rocznie (dane za rok 2007). Posiada bezpośrednie połączenia z Bristolem, Bath Spa, Southampton i Salisbury. Pociągi odjeżdżają ze stacji na każdej z linii w odstępach co najwyżej dwugodzinnych w każdą stronę. 

## Obsługa pasażerów
Automat biletowy, przystanek autobusowy. Stacja nie dysponuje parkingiem samochodowym.